# Florin Tene
Alexandru Florin Tene (* 10. November 1968 in Bukarest) ist ein ehemaliger rumänischer Fußballspieler und derzeitiger -trainer. Der Torhüter bestritt insgesamt 285 Spiele in der rumänischen Divizia A und der türkischen Süper Lig. Mit Dinamo Bukarest gewann er die rumänische Meisterschaft 1992. Als Nationalspieler stand er im Aufgebot für die Europameisterschaft 1996 in England. Seit Juni 2014 ist er ohne Verein.

## Karriere als Spieler

### Verein
Die Karriere von Tene begann am 18. Juni 1987, als er erstmals für seinen Klub Dinamo Bukarest in der ersten rumänischen Liga, der Divizia A, zum Einsatz kam. Anschließend wechselte er für ein Jahr zu Zweitligist Autobuzul Bukarest. Im Jahr 1988 schloss er sich Erstlist Flacăra Moreni an, mit dem er die Saison 1988/89 beenden und sich für den UEFA-Pokal qualifizieren konnte. In der darauf folgenden Spielzeit wurde er zur Stammkraft, musste am Saisonende aber mit seinem Team absteigen. Er verließ den Klub im Sommer 1990 zu Aufsteiger Gloria Bistrița. Auch in Bistrița wurde er zur Nummer eins im Tor und beendete die Saison 1990/91 auf dem fünften Platz.
Im Herbst 1991 verließ Tene Gloria und wechselte zu Dinamo Bukarest. Dort gewann er mit der Meisterschaft 1992 seinen ersten Titel. In der darauf folgenden Spielzeit verlor er seinen Stammplatz an Florin Prunea und kehrte Anfang 1993 zu Gloria zurück. Dort schloss er die Saison 1992/93 mit der Qualifikation zum UEFA-Pokal ab und gewann mit seiner Mannschaft ein Jahr später den rumänischen Pokal. Im Sommer 1994 schloss er sich abermals Dinamo Bukarest an, konnte sich aber auch diesmal nicht gegen Prunea durchsetzen. Anfang 1996 zog es ihn zum Lokalrivalen Rapid Bukarest.
Im Sommer 1997 entschloss sich Tene zu einem Wechsel ins Ausland, als er beim türkischen Erstligisten Karabükspor anheuerte. Nach zehn Einsätzen kehrte er im Sommer 1998 nach Rumänien zurück, wo ihn der amtierende Meister Steaua Bukarest unter Vertrag nahm. Ein Jahr später wechselte er zu Aufsteiger AS Rocar Bukarest, ehe ihn ein halbes Jahr später Ligakonkurrent FC Argeș Pitești verpflichtete. Nach einer weiteren Spielzeit bei Dinamo Bukarest, in der er nur noch fünf Mal zum Einsatz kam, beendete er im Sommer 2001 seine aktive Laufbahn.

### Nationalmannschaft
Tene wurde vom damaligen Nationaltrainer Cornel Dinu erstmals im August 1992 für ein Freundschaftsspiel der rumänischen Nationalmannschaft gegen Mexiko nominiert. Beim 2:0-Erfolg kam er über 90 Minuten zum Einsatz. Anfang 1993 kam er auf einer Amerikareise zu zwei weiteren Einsätzen.
Nachdem er drei Jahre lang nicht mehr zum Zuge gekommen war, kehrte er im März 1996 in den Kreis der Nationalmannschaft zurück. In einem Freundschaftsspiel gegen Jugoslawien wurde er in der Schlussphase für Florin Prunea eingewechselt. Später wurde Tene von Nationaltrainer Anghel Iordănescu für sein Aufgebot für die Europameisterschaft 1996 in England nominiert, kam als Nummer drei hinter Prunea und Bogdan Stelea jedoch nicht zum Einsatz. Am 14. August 1996 kam er gegen Israel zu seinem letzten von insgesamt sechs Länderspieleinsätzen.

## Karriere als Trainer
Nach dem Ende seiner aktiven Laufbahn arbeitete Tene als Fußballtrainer. Von September 2009 bis zum Ende der Saison 2009/10 betreute er CS Otopeni in der Liga II. Anfang November 2010 wurde er als Nachfolger von Viorel Moldovan Cheftrainer von Erstligist Sportul Studențesc. Nach nur einem Sieg aus acht Spielen wurde er im März 2011 wieder entlassen und durch Gheorghe Mulțescu ersetzt. Ende Mai 2012 wurde er Torwarttrainer unter Mircea Rednic bei Petrolul Ploiești. Nach dessen Wechsel zu Standard Lüttich im Oktober 2012 wurde er von Nachfolger Cosmin Contra übernommen, ehe er im Januar 2013 die Gelegenheit erhielt, in gleicher Position unter Cornel Țălnar bei seinem früheren Klub Dinamo Bukarest zu arbeiten. Nach der Entlassung von Țălnar verließ er Dinamo im Juni 2013 und wurde wenige Wochen später Torwarttrainer unter Laurențiu Reghecampf bei Steaua Bukarest. Mit dem Rücktritt Reghecampfs Anfang Juni 2014 endete auch das Engagement Tenes bei Steaua. Im Sommer 2015 heuerte er gemeinsam mit Reghecampf bei Litex Lowetsch an. Im Dezember 2015 wechselte das Duo wieder zu Steaua Bukarest (ab April 2017 FCSB Bukarest).

## Erfolge

### Als Spieler
- Teilnahme an der Europameisterschaft: 1996 (Ersatzspieler)
- Rumänischer Meister: 1992
- Rumänischer Pokalsieger: 1994